# 화명 롯데캐슬 카이저
화명 롯데캐슬 카이저(영어: Hwamyeong LOTTE CASTLE KAISER)는 대한민국 부산광역시 북구 화명동에 위치한 5239세대 대단지 아파트이다.
화명 주공아파트를 재건축해서 지은 아파트이다. 2012년에 완공하였다. 48개동 5239세대 아파트와 상업시설로 이루어져 있다. 세대수만 보면 용호동의 LG메트로시티가 전국에서 가장 큰 규모이지만 LG메트로시티는 1차부터 5차까지 구분이 있는 아파트이며 부산에서 단일 아파트 단지(1차/2차 구분이 없는)중에선 가장 큰 규모이다.
수영장, 휘트니스 센터, 실내골프장, 독서실등 입주민이 이용할 수 있는 시설이 있다. 아파트 단지 입구에 수정역이 위치해 있다.

## 학군
- 화정초등학교